# 22705 Erinedwards
22705 Erinedwards este un asteroid din centura principală de asteroizi.

## Descriere
22705 Erinedwards este un asteroid din centura principală de asteroizi. A fost descoperit pe 14 septembrie 1998 la Socorro, New Mexico, în cadrul proiectului LINEAR. Asteroidul prezintă o orbită caracterizată de o semiaxă mare de 2,92 ua, o excentricitate de 0,04 și o înclinație de 2,2° în raport cu ecliptica.